# Ramy Rabia
Rami Hisham Abdel Aziz Rabia (in arabo رامي ربيعة‎?; Il Cairo, 20 maggio 1993) è un calciatore egiziano, difensore dell'Al-Ahly e della nazionale egiziana.

## Caratteristiche tecniche
In possesso di una notevole struttura fisica, è un difensore centrale, preciso negli interventi e abile ad intercettare i palloni. Tra le sue doti spicca l'abilità nel gioco aereo, dote che lo rende pericoloso su palla inattiva. In caso di necessità è stato adattato a vertice basso di centrocampo davanti alla linea di difesa, ruolo in cui ha dimostrato – complice l'assenza di visione di gioco, doti tecniche e di lucidità nel tenere il pallone tra i piedi – di non trovarsi a suo agio.

## Carriera

### Club
Inizia a giocare a calcio nelle giovanili dell'Al-Ahly, che nel 2010 lo aggrega alla prima squadra. Il 9 agosto 2014 passa allo Sporting Lisbona in cambio di 750.000 euro, legandosi ai lusitani per mezzo di un contratto valido per sei stagioni. L'accordo prevede l'inserimento nel contratto di una clausola rescissoria da 45 milioni di euro.
Finito fuori dai progetti tecnici della società – dopo aver trascorso la stagione con la formazione riserve, trovando spazio solo in coppa – il 31 agosto 2015 torna all'Al-Ahly a titolo definitivo, firmando un quinquennale. Nel 2020 conquista uno storico treble, vincendo campionato, coppa nazionale e la CAF Champions League.
Il 25 maggio 2024 vince per la sesta volta la CAF Champions League, eguagliando Wael Gomaa per numero di vittorie nella competizione.

### Nazionale
Esordisce in nazionale il 28 dicembre 2012 contro il Qatar in amichevole, venendo schierato titolare al centro della difesa in coppia con Wael Gomaa. Il 6 marzo 2013 viene convocato per la Coppa d'Africa Under-20, manifestazione vinta dagli egiziani, che ottengono quindi l'accesso ai Mondiali Under-20, disputati nel mese di giugno in Turchia.

## Statistiche

### Presenze e reti nei club
Statistiche aggiornate al 7 dicembre 2024.
| Stagione        | Squadra            | Campionato      | Campionato | Campionato | Coppe nazionali | Coppe nazionali | Coppe nazionali | Coppe continentali | Coppe continentali | Coppe continentali | Altre coppe  | Altre coppe | Altre coppe | Totale | Totale |
| Stagione        | Squadra            | Comp            | Pres       | Reti       | Comp            | Pres            | Reti            | Comp               | Pres               | Reti               | Comp         | Pres        | Reti        | Pres   | Reti   |
| --------------- | ------------------ | --------------- | ---------- | ---------- | --------------- | --------------- | --------------- | ------------------ | ------------------ | ------------------ | ------------ | ----------- | ----------- | ------ | ------ |
| 2010-2011       | Al-Ahly            | PL              | 6          | 0          | CE              | 2               | 0               | CCL                | 5                  | 0                  | SE           | 0           | 0           | 13     | 0      |
| 2011-2012       | Al-Ahly            | PL              | 2          | 0          | -               | -               | -               | CCL                | 3                  | 0                  | -            | -           | -           | 5      | 0      |
| 2012-2013       | Al-Ahly            | PL              | 8          | 1          | CE              | 0               | 0               | CCL                | 9                  | 0                  | SE+SA+Cmc    | 1+1+2       | 0+1+0       | 21     | 2      |
| 2013-2014       | Al-Ahly            | PL              | 10         | 1          | CE              | 0               | 0               | CCL+CC             | 4+5                | 0                  | SA+Cmc       | 1+2         | 0           | 22     | 1      |
| 2014-2015       | Sporting Lisbona B | SL              | 21         | 0          | -               | -               | -               | -                  | -                  | -                  | -            | -           | -           | 21     | 0      |
| 2014-2015       | Sporting Lisbona   | PL              | 0          | 0          | CP+CdL          | 0+3             | 0               | UCL+UEL            | 0                  | 0                  | -            | -           | -           | 3      | 0      |
| 2015-2016       | Al-Ahly            | PL              | 25         | 4          | CE              | 4               | 0               | CCL                | 9                  | 2                  | SE           | 1           | 0           | 39     | 6      |
| 2016-2017       | Al-Ahly            | PL              | 11         | 1          | CE              | 4               | 0               | CCL                | 10                 | 1                  | SE           | 0           | 0           | 25     | 2      |
| 2017-2018       | Al-Ahly            | PL              | 6          | 0          | CE              | 0               | 0               | ACC+CCL            | 4+0                | 0                  | SE           | 0           | 0           | 10     | 0      |
| 2018-2019       | Al-Ahly            | PL              | 6          | 0          | CE              | 1               | 0               | ACC+CCL            | 0+1                | 0                  | SE           | 0           | 0           | 8      | 0      |
| 2019-2020       | Al-Ahly            | PL              | 22         | 0          | CE              | 2               | 0               | CCL                | 11                 | 0                  | SE           | 1           | 0           | 36     | 0      |
| 2020-2021       | Al-Ahly            | PL              | 16         | 0          | CE              | 2               | 0               | CCL                | 5                  | 0                  | SE+SA+Cmc    | 0+1+0       | 0           | 24     | 0      |
| 2021-2022       | Al-Ahly            | PL              | 20         | 3          | CE              | 5               | 1               | CCL                | 3                  | 0                  | SE+SA+Cmc    | 0+0+2       | 0           | 30     | 4      |
| 2022-2023       | Al-Ahly            | PL              | 16         | 0          | CE              | 4               | 0               | CCL                | 5                  | 0                  | SE+Cmc       | 0+1         | 0           | 26     | 0      |
| 2023-2024       | Al-Ahly            | PL              | 24         | 0          | CE              | 1               | 0               | AFL+CCL            | 4+12               | 0                  | SE+SA+Cmc    | 2+1+2       | 0           | 46     | 0      |
| 2024-2025       | Al-Ahly            | PL              | 4          | 0          | CE              | 0               | 0               | CCL                | 4                  | 2                  | SE+SA+CI+Cmc | 2+1+1+0     | 0           | 12     | 2      |
| Totale Al-Ahly  | Totale Al-Ahly     | Totale Al-Ahly  | 176        | 10         |                 | 25              | 1               |                    | 94                 | 5                  |              | 22          | 1           | 317    | 17     |
| Totale carriera | Totale carriera    | Totale carriera | 197        | 10         |                 | 28              | 1               |                    | 94                 | 5                  |              | 22          | 1           | 341    | 17     |

### Cronologia presenze e reti in nazionale
| Cronologia completa delle presenze e delle reti in nazionale ― Egitto | Cronologia completa delle presenze e delle reti in nazionale ― Egitto | Cronologia completa delle presenze e delle reti in nazionale ― Egitto | Cronologia completa delle presenze e delle reti in nazionale ― Egitto | Cronologia completa delle presenze e delle reti in nazionale ― Egitto | Cronologia completa delle presenze e delle reti in nazionale ― Egitto | Cronologia completa delle presenze e delle reti in nazionale ― Egitto | Cronologia completa delle presenze e delle reti in nazionale ― Egitto |
| Data                                                                  | Città                                                                 | In casa                                                               | Risultato                                                             | Ospiti                                                                | Competizione                                                          | Reti                                                                  | Note                                                                  |
| --------------------------------------------------------------------- | --------------------------------------------------------------------- | --------------------------------------------------------------------- | --------------------------------------------------------------------- | --------------------------------------------------------------------- | --------------------------------------------------------------------- | --------------------------------------------------------------------- | --------------------------------------------------------------------- |
| 28-12-2012                                                            | Doha                                                                  | Qatar                                                                 | 0 – 2                                                                 | Egitto                                                                | Amichevole                                                            | -                                                                     |                                                                       |
| 14-1-2013                                                             | Abu Dhabi                                                             | Costa d'Avorio                                                        | 4 – 2                                                                 | Egitto                                                                | Amichevole                                                            | -                                                                     |                                                                       |
| 6-2-2013                                                              | Madrid                                                                | Cile                                                                  | 2 – 1                                                                 | Egitto                                                                | Amichevole                                                            | -                                                                     | 65’                                                                   |
| 7-3-2013                                                              | Al Rayyan                                                             | Qatar                                                                 | 3 – 1                                                                 | Egitto                                                                | Amichevole                                                            | 1                                                                     |                                                                       |
| 14-11-2013                                                            | Il Cairo                                                              | Egitto                                                                | 2 – 0                                                                 | Zambia                                                                | Amichevole                                                            | 1                                                                     | 63’                                                                   |
| 19-11-2013                                                            | Il Cairo                                                              | Egitto                                                                | 2 – 1                                                                 | Ghana                                                                 | Qual. Mondiali 2014                                                   | -                                                                     | 81’                                                                   |
| 5-3-2014                                                              | Innsbruck                                                             | Bosnia ed Erzegovina                                                  | 0 – 2                                                                 | Egitto                                                                | Amichevole                                                            | -                                                                     | 61’                                                                   |
| 30-5-2014                                                             | Santiago del Cile                                                     | Cile                                                                  | 3 – 2                                                                 | Egitto                                                                | Amichevole                                                            | -                                                                     | 67’                                                                   |
| 26-3-2015                                                             | Il Cairo                                                              | Egitto                                                                | 2 – 0                                                                 | Guinea Equatoriale                                                    | Amichevole                                                            | -                                                                     | 84’                                                                   |
| 8-6-2015                                                              | Alessandria d'Egitto                                                  | Egitto                                                                | 2 – 1                                                                 | Malawi                                                                | Amichevole                                                            | -                                                                     |                                                                       |
| 14-6-2015                                                             | Alessandria d'Egitto                                                  | Egitto                                                                | 3 – 0                                                                 | Tanzania                                                              | Qual. Coppa d'Africa 2017                                             | 1                                                                     |                                                                       |
| 6-9-2015                                                              | N'Djamena                                                             | Ciad                                                                  | 1 – 5                                                                 | Egitto                                                                | Qual. Coppa d'Africa 2017                                             | -                                                                     |                                                                       |
| 11-10-2015                                                            | Abu Dhabi                                                             | Egitto                                                                | 3 – 0                                                                 | Zambia                                                                | Amichevole                                                            | -                                                                     |                                                                       |
| 27-1-2016                                                             | Aswan                                                                 | Egitto                                                                | 0 – 1                                                                 | Giordania                                                             | Amichevole                                                            | -                                                                     |                                                                       |
| 27-2-2016                                                             | Alessandria d'Egitto                                                  | Egitto                                                                | 2 – 0                                                                 | Burkina Faso                                                          | Amichevole                                                            | -                                                                     |                                                                       |
| 25-3-2016                                                             | Kaduna                                                                | Nigeria                                                               | 1 – 1                                                                 | Egitto                                                                | Qual. Coppa d'Africa 2017                                             | -                                                                     | 24’                                                                   |
| 29-3-2016                                                             | Alessandria d'Egitto                                                  | Egitto                                                                | 1 – 0                                                                 | Nigeria                                                               | Qual. Coppa d'Africa 2017                                             | -                                                                     |                                                                       |
| 4-6-2016                                                              | Dar es Salaam                                                         | Tanzania                                                              | 0 – 2                                                                 | Egitto                                                                | Qual. Coppa d'Africa 2017                                             | -                                                                     |                                                                       |
| 31-8-2017                                                             | Kampala                                                               | Uganda                                                                | 1 – 0                                                                 | Egitto                                                                | Qual. Mondiali 2018                                                   | -                                                                     |                                                                       |
| 5-9-2017                                                              | Alessandria d'Egitto                                                  | Egitto                                                                | 1 – 0                                                                 | Uganda                                                                | Qual. Mondiali 2018                                                   | -                                                                     |                                                                       |
| 8-10-2017                                                             | Alessandria d'Egitto                                                  | Egitto                                                                | 2 – 1                                                                 | Rep. del Congo                                                        | Qual. Mondiali 2018                                                   | -                                                                     |                                                                       |
| 12-11-2017                                                            | Cape Coast                                                            | Ghana                                                                 | 1 – 1                                                                 | Egitto                                                                | Qual. Mondiali 2018                                                   | -                                                                     | 33’                                                                   |
| 7-11-2019                                                             | Alessandria d'Egitto                                                  | Egitto                                                                | 1 – 0                                                                 | Liberia                                                               | Amichevole                                                            | -                                                                     |                                                                       |
| 29-3-2022                                                             | Dakar                                                                 | Senegal                                                               | 1 – 0 dts (3 – 1 dtr)                                                 | Egitto                                                                | Qual. Mondiali 2022                                                   | -                                                                     | 29’                                                                   |
| 22-3-2024                                                             | Il Cairo                                                              | Egitto                                                                | 1 – 0                                                                 | Nuova Zelanda                                                         | Amichevole                                                            | -                                                                     |                                                                       |
| 26-3-2024                                                             | Il Cairo                                                              | Egitto                                                                | 2 – 4                                                                 | Croazia                                                               | Amichevole                                                            | 1                                                                     | 27’                                                                   |
| 6-6-2024                                                              | Il Cairo                                                              | Egitto                                                                | 2 – 1                                                                 | Burkina Faso                                                          | Qual. Mondiali 2026                                                   | -                                                                     |                                                                       |
| 10-6-2024                                                             | Bissau                                                                | Guinea-Bissau                                                         | 1 – 1                                                                 | Egitto                                                                | Qual. Mondiali 2026                                                   | -                                                                     |                                                                       |
| 6-9-2024                                                              | Il Cairo                                                              | Egitto                                                                | 3 – 0                                                                 | Capo Verde                                                            | Qual. Coppa d'Africa 2025                                             | 1                                                                     | 79’                                                                   |
| 10-9-2024                                                             | Francistown                                                           | Botswana                                                              | 0 – 4                                                                 | Egitto                                                                | Qual. Coppa d'Africa 2025                                             | -                                                                     |                                                                       |
| 11-10-2024                                                            | Il Cairo                                                              | Egitto                                                                | 2 – 0                                                                 | Mauritania                                                            | Qual. Coppa d'Africa 2025                                             | -                                                                     | 47’                                                                   |
| 15-10-2024                                                            | Nouakchott                                                            | Mauritania                                                            | 0 – 1                                                                 | Egitto                                                                | Qual. Coppa d'Africa 2025                                             | -                                                                     | Cap.                                                                  |
| 21-3-2025                                                             | Casablanca                                                            | Etiopia                                                               | 0 – 2                                                                 | Egitto                                                                | Qual. Mondiali 2026                                                   | -                                                                     |                                                                       |
| 25-3-2025                                                             | Il Cairo                                                              | Egitto                                                                | 1 – 0                                                                 | Sierra Leone                                                          | Qual. Mondiali 2026                                                   | -                                                                     |                                                                       |
| Totale                                                                |                                                                       | Presenze                                                              | 34                                                                    |                                                                       | Reti                                                                  | 5                                                                     |                                                                       |

## Palmarès

### Club

#### Competizioni nazionali
- Campionato egiziano: 10

Al-Ahly: 2010-2011, 2013-2014, 2015-2016, 2016-2017, 2017-2018, 2018-2019, 2019-2020, 2022-2023, 2023-2024, 2024-2025
- Supercoppa d'Egitto: 9

Al.Ahly: 2010, 2012, 2015, 2017, 2018, 2021, 2022, 2023, 2024
- Coppa di Portogallo: 1

Sporting CP: 2014-2015
- Coppa d'Egitto: 4

Al-Ahly: 2016-2017, 2019-2020, 2021-2022, 2022-2023

#### Competizioni internazionali
- CAF Champions League: 6

Al-Ahly: 2012, 2013, 2019-2020, 2020-2021, 2022-2023, 2023-2024
- Supercoppa CAF: 4

Al-Ahly: 2013, 2014, 2020, 2021
- Coppa Intercontinentale FIFA - Coppa Africa-Asia-Pacifico: 1

Al-Ahy: 2024

### Nazionale
- Coppa delle Nazioni Africane Under-20: 1

2013

### Individuale
- Egyptian Premier League Team of the Year: 1[16]

2015-2016